# Mellemistid
Mellemistid, varmetid eller interglacial, er den tid vi har nu, nemlig mellem 2 istider.
Den nuværende mellemistid begyndte omkring 9.600 f.Kr., hvor forskellen mellem sommer og vinter var på sit højeste.